# Reichen et Robert
Pour les articles homonymes, voir Philippe Robert et Robert.
Bernard Reichen et Philippe Robert sont des architectes et urbanistes dont l'agence a longtemps été spécialisée dans la rénovation ou la réhabilitation de bâtiments ou d'ensembles patrimoniaux, notamment issus du patrimoine industriel. Ils ont ainsi notamment réalisé la réhabilitation de la halle aux grains de Blois, de la halle Tony-Garnier de Lyon, les docks Vauban du Havre, la grande Halle de la Villette, le pavillon de l'Arsenal ou le siège de la Croix-Rouge à Paris, les Grands Moulins de Pantin, La Maison de La Vache qui rit et la chocolaterie Menier à Noisiel. Ils ont également réalisé des projets outre-mer avec la Fondation Clément en Martinique et à l'étranger.
Leur agence a aujourd'hui pour objectif de diversifier leur domaine d'activité. Elle a ainsi obtenu en 2003 le marché de la rénovation du site de l'Aubette de Strasbourg et la restructuration urbaine et architecturale du site de la Porte Jeune de Mulhouse.

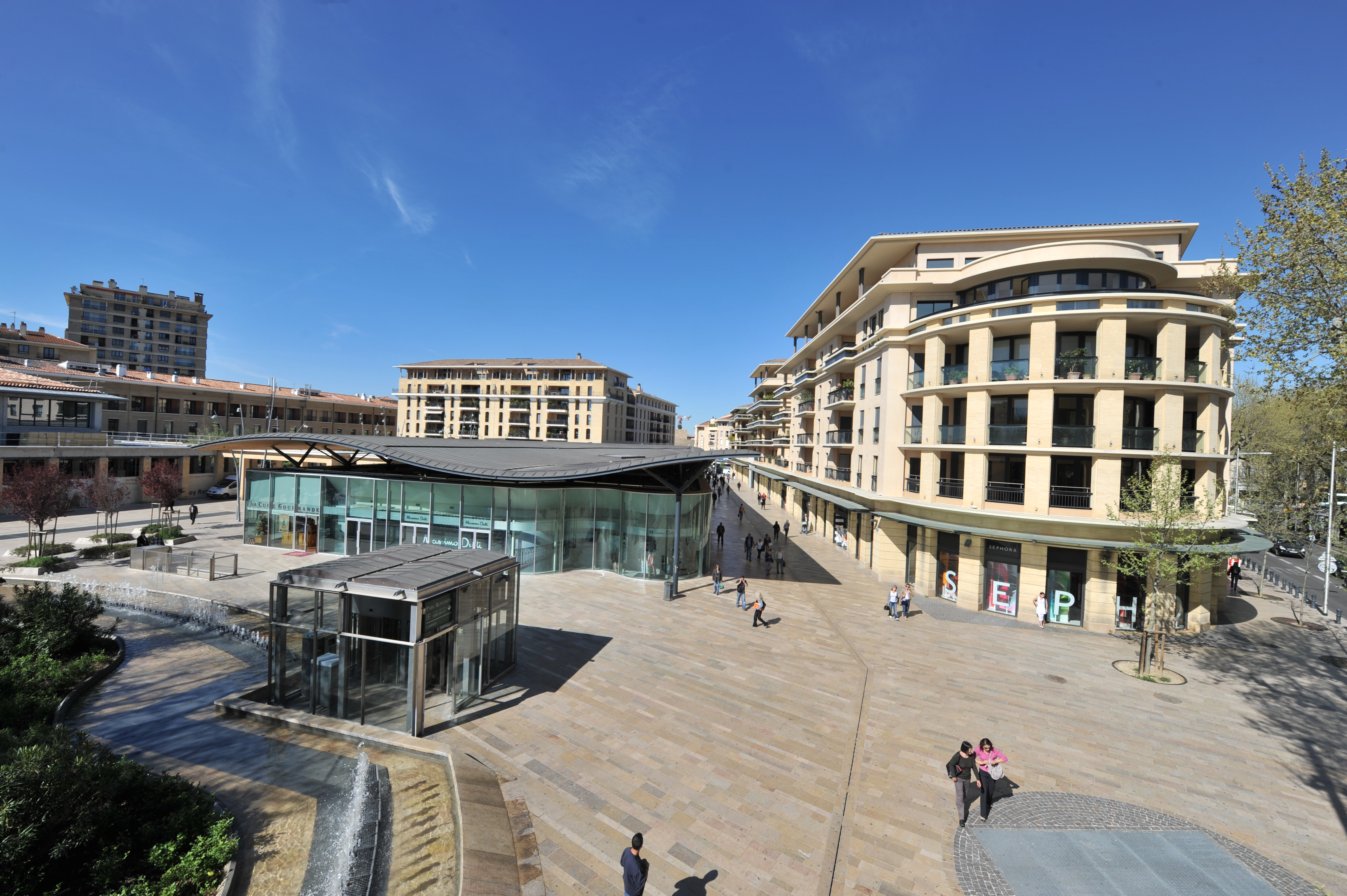
Vue de la Halle commerciale créée par Reichen des Allées provençales d'Aix-en-Provence.

Bernard Reichen a obtenu en 2005 le Grand Prix de l'urbanisme. Le jury a souhaité saluer « une attitude innovante, stratégique, à la fois réaliste et inventive, dans toutes les formes d’urbanisme aux différentes échelles territoriales au service d’une vision dynamique et moderne de la ville européenne durable. » Reichen a en effet développé le concept de l'« urbanisme territorial », placé à une échelle plus vaste que les projets d'urbanisme habituels. Il a ainsi pris en compte la nécessité de préserver les espaces ruraux dans son projet relatif au schéma de cohérence territoriale (SCOT) de Montpellier en 2005.
En 2007, il réalise la Halle commerciale des Allées Provençales d’Aix-en-Provence, distinguée par le Prix Procos 2008 . Le 7 février 2011, l'équipe Reichen et Robert a été désignée lauréate du concours d'urbanisme portant sur le secteur Saint Jean - Belcier inclus dans l'opération d'intérêt national Euratlantique à Bordeaux.
En 2021, Reichen et Robert absorbe et fusionne avec CARTA & Associés, agence d'architecture marseillaise avec qui ils collaboraient régulièrement,.

## Projets en cours
- Euratlantique
- Écoquartier de l'Union
- Projet urbain du Bas-Chantenay à Nantes